# Potamonautes ignestii
Potamonautes ignestii là một loài động vật giáp xác thuộc họ Potamonautidae. Loài này có ở Ethiopia và Uganda.